# Europejskie Źródło Spalacyjne

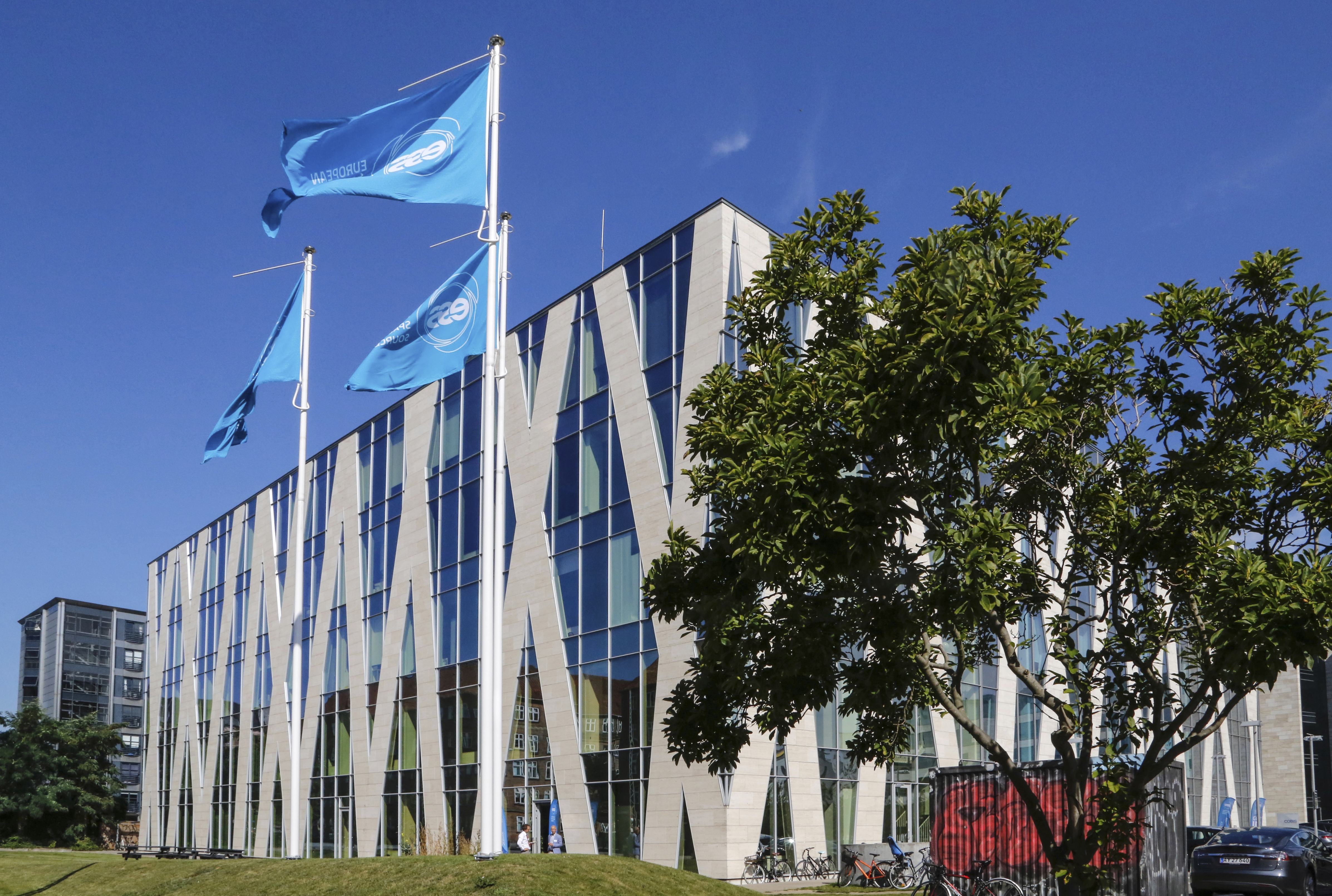
Centrum przetwarzania danych Europejskiego Źródła Spalacyjnego w Kopenhadze.

Europejskie Źródło Spalacyjne (ang. European Spallation Source) – międzynarodowy multidyscyplinarny ośrodek badawczy budowany od 2014 roku w Lund w Szwecji, którego głównym instrumentem badawczym będzie najsilniejsze na świecie impulsowe źródło neutronów. Na koniec lutego 2018 inwestycja była gotowa w ok. 40%. Uruchomienie planowane jest na rok 2023.
Źródło będzie miało wiele zastosowań w badaniach materii, od biochemii i farmakologii, przez materiałoznawstwo, po fizykę cząstek. Jego działanie przyrównywane jest do mikroskopu pracującego w skali subatomowej. Wyniki badań prowadzonych w ESS mają być dostępne (po okresie karencji) dla wszystkich zainteresowanych – placówka będzie częścią projektu European Open Science Cloud.
Centrum przetwarzania danych znajduje się w Kopenhadze.  

## Historia i organizacja
Jednym z powodów budowy dużego europejskiego ośrodka badań neutronowych jest przydatność i popularność takich badań, ale jednocześnie ograniczony do nich dostęp. Szacuje się, że w Europie istnieje 10 średnich i dużych ośrodków do badań neutronowych dysponujących 25 000 instrumento-dniami badań rocznie i jednocześnie około 6 000 naukowców korzystających z tych metod badawczych. Daje to jedynie 4 dni dostępu rocznie do źródeł neutronowych, wliczając w to eksperymenty, ale też cele szkoleniowe i edukacyjne. ESS pozwoli na dodanie aż 4 000 kolejnych instrumento-dni do tej puli. ESS ma wykonywać około 800 eksperymentów rocznie, pracując około 200 dni w roku. Jednocześnie ESS będzie dysponował wyjątkowo jasnym źródłem neutronów. W niektórych zakresach nawet 100-krotnie jaśniejszym od możliwości innych źródeł na świecie. Ma to dać naukowcom zupełnie nowe możliwości badawcze.

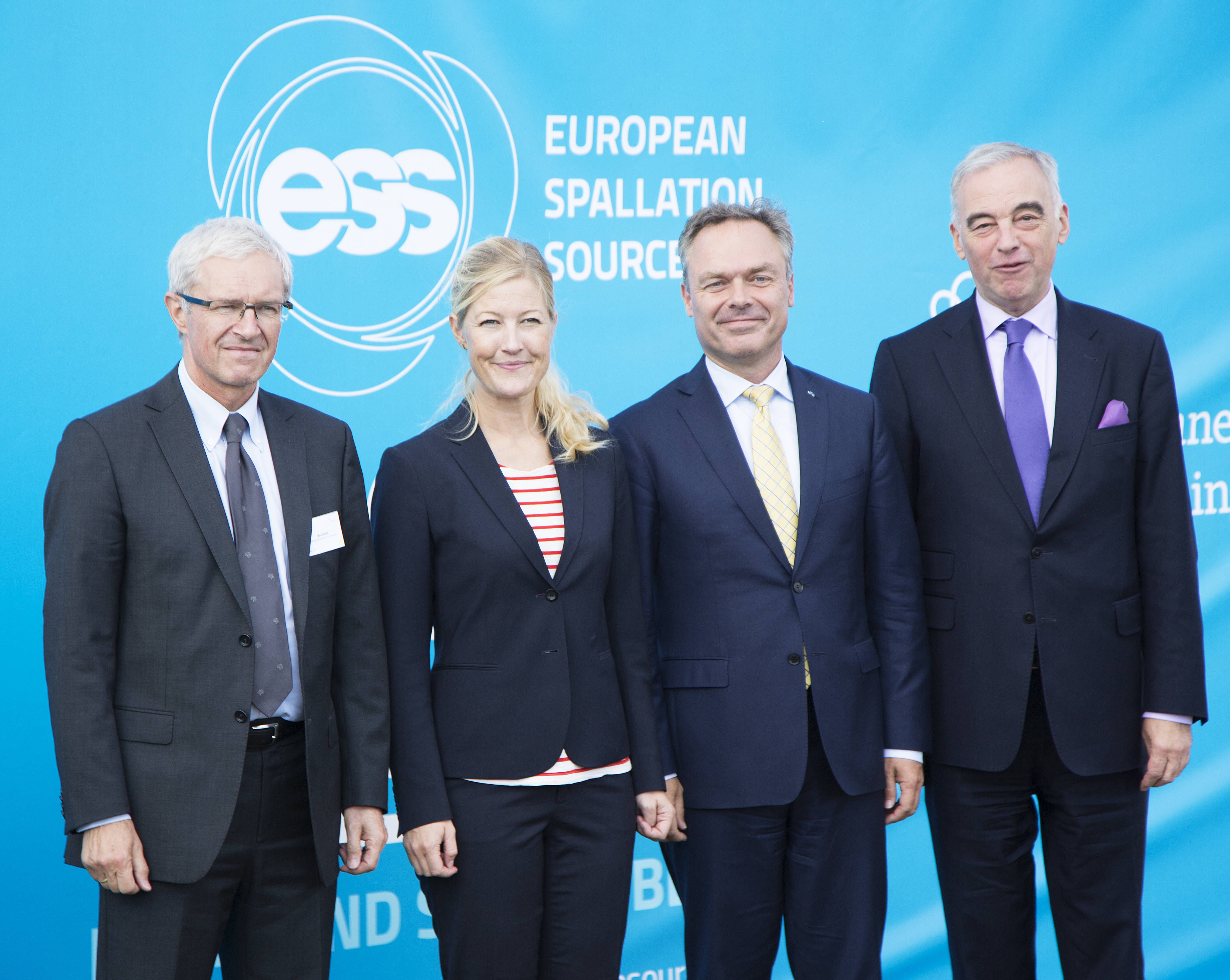
Inauguracja budowy ESS, 2 września 2014. Od lewej: Bo Smith (główny negocjator Danii ds. ESS), Sofie Carsten Nielsen (minister edukacji i nauki Danii), Jan Björklund (minister edukacji Szwecji), Lars Leijonborg (koordynator ESS z ramienia Szwecji).

Konsorcjum ośrodka powstało w 2010 roku. Do 30 września 2015 istniało formalnie jako spółka akcyjna ufundowana przez rządy Szwecji i Danii. 1 października 2015 została przekształcona w formie europejskiego konsorcjum infrastruktury badawczej (ERIC) w paneuropejski ośrodek badawczy. Członkami założycielami przekształcenia są:
- Czechy
- Dania
- Estonia
- Francja
- Niemcy
- Polska
- Szwajcaria
- Szwecja
- Węgry
- Wielka Brytania
- Włochy

Członkami obserwatorami (z możliwością zostania członkami zwykłymi) są:
- Belgia
- Holandia
- Hiszpania

Najwyższym podmiotem decyzyjnym ośrodka jest Rada ESS. Przedstawicielami Polski w radzie są: Mateusz Gaczyński (z MNiSW) i Marek Jeżabek (z IFJ PAN). Dyrektorem generalnym jest John Womersley.
Pracownicy ośrodka pochodzą z 50 różnych krajów. Szacuje się, że po otwarciu będzie odwiedzany przez dwa-trzy tysiące naukowców rocznie.

## Akcelerator
Sercem ośrodka zostanie liniowy akcelerator protonów zainstalowany w 600-metrowym tunelu. Wiązka protonów będzie przesyłana do budynku zwanego „bunkrem” (stanowiącego osłonę biologiczną), w nim zderzać się będzie z tarczą wolframową, gdzie w procesie spalacji dojdzie do emisji neutronów. Powstały strumień neutronów będzie kierowany do stacji badawczych zawierających instrumenty pomiarowe. Ma być to najsilniejsze impulsowe źródło neutronów na świecie.

### Instrumenty badawcze
Ze źródła neutronów korzystać będzie 15 unikalnych eksperymentów badawczo-pomiarowych, rozmieszczonych wokół „bunkra” na planie wachlarza:
- NMX (W1) – dyfraktometr makromolekularny do badań biologicznych
- BEER (W2) - dyfraktometr obrazujący do badań materiałowych
- C-SPEC (W3) - spektrometr z analizatorem czasu przelotu
- BIFROST (W4) - spektrometr neutronów zimnych
- MIRACLES (W5) - spektrometr rozpraszania wstecznego z analizatorem czasu przelotu
- MAGIC (W6) - polaryzacyjny dyfraktometr z analizatorem czasu przelotu do badań monokryształów
- T-REX (W7) - spektrometr do pomiaru neutronów spolaryzowanych i niespolaryzowanych
- HEIMDAL (W8) - dyfraktometr proszkowy neutronów termicznych
- LOKI (N7) - szerokozakresowy dyfraktometr do pomiaru rozpraszania neutronów pod małymi kątami (technika SANS)
- FREIA (N5) - reflektometr
- ESTIA (E2) - reflektometr
- SKADI (E3) - dyfraktometr do pomiaru rozpraszania neutronów pod małymi kątami (technika SANS)
- VESPA (E7) - spektrometr rotacyjny
- DREAM (S3) - neutronowy dyfraktometr proszkowy
- ODIN (S2) - wielozadaniowy instrument obrazujący

Planowana jest rozbudowa palety instrumentów do 22, przy czym możliwy jest montaż jeszcze większej ich liczby.

## Udział Polski

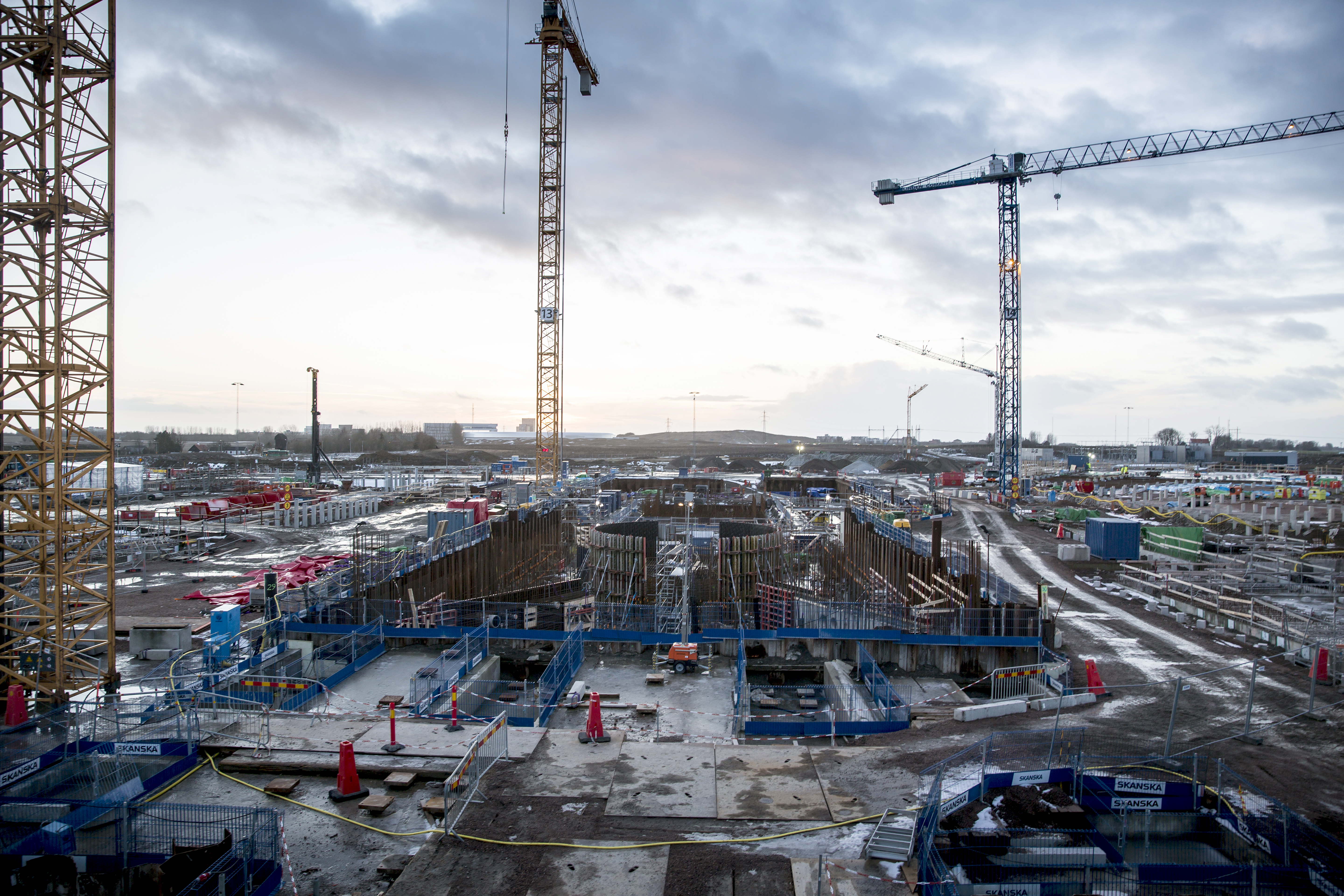
Plac budowy Europejskiego Źródła Spalacyjnego - widok na budynek tarczy (okrągły)

Budowa ośrodka realizowana jest jako europejskie konsorcjum infrastruktury badawczej (ERIC). Koszt szacowany na 1,843 mld euro, sfinansowany jest przez 17 krajów europejskich, w tym Polskę. Polska pokrywa 1,8% kosztów, czyli ok. 33 mln USD. Minimum 70% tego wkładu będzie pokryte aportem (usług i urządzeń) firm i instytucji z Polski. 
W projekt zaangażowane są: Instytut Fizyki Jądrowej im. Henryka Niewodniczańskiego PAN, Narodowe Centrum Badań Jądrowych, Politechnika Wrocławska, Politechnika Warszawska, Politechnika Łódzka. Instytucje te odpowiadają między innymi za samo źródło neutronów. Polscy podwykonawcy brali udział w budowie tunelu akceleratora. Docelowo w ośrodku będzie pracowało ok. 40 polskich naukowców i inżynierów.